# Temporada 2015 del fútbol ecuatoriano
La Temporada 2015 del fútbol ecuatoriano abarca todas las actividades relativas a campeonatos de fútbol profesional y amateur, nacionales e internacionales, disputados por clubes ecuatorianos, y por las selecciones nacionales de este país, en sus diversas categorías, durante 2015.
| Categoría         | Campeonato | Campeón                     | Título       |
| ----------------- | ---------- | --------------------------- | ------------ |
| Serie A           | Anual 2015 | Club Sport Emelec           | 13.er Título |
| Serie B           | Anual 2015 | Delfín Sporting Club        | 2.do Título  |
| Segunda Categoría | Anual 2015 | Club Deportivo Clan Juvenil | 1.er Título  |

## Torneos locales (Campeonatos regulares)

### Serie A

#### Primera Etapa
Clasificación
|  |     | Equipo               | PJ | PG | PE | PP | GF | GC | DG  | PTS |
|  | --- | -------------------- | -- | -- | -- | -- | -- | -- | --- | --- |
|  | 1.  | Liga de Quito        | 22 | 13 | 8  | 1  | 28 | 10 | +18 | 47  |
|  | 2.  | C.S. Emelec          | 22 | 13 | 6  | 3  | 41 | 18 | +23 | 45  |
|  | 3.  | Independiente        | 22 | 12 | 6  | 4  | 35 | 24 | +11 | 42  |
|  | 4.  | Barcelona S.C.       | 22 | 10 | 3  | 9  | 33 | 24 | +9  | 32  |
|  | 5.  | Deportivo Quito      | 22 | 7  | 8  | 7  | 33 | 37 | -4  | 29  |
|  | 6.  | El Nacional          | 22 | 8  | 4  | 10 | 28 | 24 | +4  | 28  |
|  | 7.  | River Ecuador        | 22 | 7  | 5  | 10 | 27 | 32 | -5  | 26  |
|  | 8.  | Mushuc Runa S.C.     | 22 | 7  | 5  | 10 | 25 | 38 | -13 | 26  |
|  | 9.  | Deportivo Cuenca     | 22 | 5  | 8  | 9  | 25 | 37 | -12 | 23  |
|  | 10. | S.D. Aucas           | 22 | 5  | 7  | 10 | 32 | 34 | -2  | 22  |
|  | 11. | Universidad Católica | 22 | 5  | 6  | 11 | 22 | 31 | -9  | 21  |
|  | 12. | Liga de Loja         | 22 | 5  | 4  | 13 | 17 | 37 | -20 | 19  |

PJ = Partidos jugados; PG = Partidos ganados; PE = Partidos empatados; PP = Partidos perdidos; GF = Goles anotados; GC = Goles recibidos; DG = Diferencia de gol; PTS = Puntos
|  | Clasificado a la Final de Campeonato y a la Copa Libertadores 2016. |

Resultados
| Local/Visitante | AUC   | BAR   | CUE   | QUI   | NAC   | EME   | IND   | LOJ   | LDU   | MUS   | RIV   | CAT   |
| --------------- | ----- | ----- | ----- | ----- | ----- | ----- | ----- | ----- | ----- | ----- | ----- | ----- |
| Aucas           |       | 0 - 2 | 2 - 0 | 2 - 3 | 2 - 3 | 0 - 0 | 0 - 1 | 1 - 2 | 1 - 1 | 2 - 2 | 3 - 1 | 3 - 1 |
| Barcelona       | 2 - 0 |       | 2 - 0 | 1 - 2 | 0 - 2 | 2 - 0 | 2 - 1 | 2 - 0 | 0 - 1 | 6 - 0 | 1 - 1 | 2 - 0 |
| Dep. Cuenca     | 0 - 2 | 3 - 2 |       | 3 - 3 | 1 - 0 | 0 - 4 | 1 - 1 | 1 - 0 | 1 - 1 | 0 - 2 | 1 - 2 | 1 - 2 |
| Dep. Quito      | 3 - 2 | 1 - 0 | 2 - 3 |       | 0 - 1 | 1 - 1 | 3 - 2 | 3 - 1 | 0 - 0 | 1 - 1 | 1 - 1 | 0 - 3 |
| El Nacional     | 1 - 1 | 2 - 1 | 1 - 1 | 2 - 3 |       | 1 - 1 | 1 - 2 | 0 - 1 | 0 - 1 | 1 - 2 | 2 - 1 | 0 - 0 |
| Emelec          | 2 - 0 | 2 - 0 | 3 - 1 | 2 - 0 | 2 - 0 |       | 3 - 3 | 4 - 0 | 1 - 0 | 5 - 2 | 0 - 0 | 1 - 1 |
| Independiente   | 1 - 1 | 2 - 3 | 2 - 2 | 2 - 0 | 1 - 0 | 3 - 1 |       | 2 - 0 | 1 - 1 | 1 - 0 | 3 - 2 | 1 - 1 |
| Liga de Loja    | 2 - 5 | 1 - 1 | 1 - 1 | 1 - 1 | 0 - 3 | 0 - 2 | 0 - 2 |       | 0 - 0 | 1 - 2 | 1 - 0 | 1 - 0 |
| Liga de Quito   | 1 - 0 | 2 - 0 | 0 - 0 | 3 - 1 | 1 - 0 | 2 - 1 | 2 - 0 | 2 - 1 |       | 2 - 1 | 2 - 0 | 3 - 0 |
| Mushuc Runa     | 2 - 2 | 1 - 1 | 2 - 1 | 2 - 2 | 0 - 3 | 1 - 3 | 0 - 1 | 3 - 1 | 0 - 1 |       | 1 - 0 | 0 - 2 |
| River Ecuador   | 2 - 1 | 2 - 1 | 2 - 3 | 2 - 2 | 3 - 1 | 1 - 2 | 1 - 2 | 1 - 0 | 1 - 1 | 2 - 0 |       | 1 - 0 |
| U. Católica     | 2 - 2 | 1 - 2 | 1 - 1 | 2 - 1 | 0 - 4 | 0 - 1 | 0 - 1 | 1 - 3 | 1 - 1 | 0 - 1 | 4 - 1 |       |

     Ganó equipo local
     Ganó equipo visitante
     Empate

#### Segunda Etapa
Clasificación
|  |     | Equipo               | PJ | PG | PE | PP | GF | GC | DG  | PTS |
|  | --- | -------------------- | -- | -- | -- | -- | -- | -- | --- | --- |
|  | 1.  | C.S. Emelec          | 22 | 12 | 7  | 3  | 42 | 20 | +22 | 43  |
|  | 2.  | Liga de Quito        | 22 | 13 | 3  | 6  | 42 | 26 | +16 | 42  |
|  | 3.  | Universidad Católica | 22 | 12 | 4  | 6  | 35 | 27 | +8  | 40  |
|  | 4.  | Independiente        | 22 | 11 | 4  | 7  | 45 | 30 | +15 | 37  |
|  | 5.  | S.D. Aucas           | 22 | 8  | 8  | 6  | 27 | 25 | +2  | 32  |
|  | 6.  | River Ecuador        | 22 | 7  | 7  | 8  | 26 | 30 | -4  | 28  |
|  | 7.  | Liga de Loja*        | 22 | 8  | 3  | 11 | 28 | 33 | -5  | 26  |
|  | 8.  | Deportivo Cuenca     | 22 | 6  | 7  | 9  | 21 | 27 | -6  | 25  |
|  | 9.  | Barcelona S.C.*      | 22 | 8  | 7  | 7  | 23 | 21 | +2  | 24  |
|  | 10. | Mushuc Runa S.C.     | 22 | 5  | 9  | 8  | 26 | 33 | -7  | 24  |
|  | 11. | El Nacional*         | 22 | 6  | 3  | 13 | 17 | 34 | -17 | 20  |
|  | 12. | Deportivo Quito*     | 22 | 3  | 4  | 15 | 15 | 41 | -26 | 5   |

PJ = Partidos jugados; PG = Partidos ganados; PE = Partidos empatados; PP = Partidos perdidos; GF = Goles anotados; GC = Goles recibidos; DG = Diferencia de gol; PTS = Puntos
 * A Liga de Loja se le restó un punto por incumplimiento en el pago de sueldos a los jugadores. * A Barcelona se le restó un punto por incumplimiento en el pago de sueldos a los jugadores y además perdió seis puntos por orden de FIFA por incumplimiento en el pago por una deuda con el entrenador español Benito Floro. * A El Nacional se le restó un punto por no presentar los roles de pago del mes de septiembre. * A Deportivo Quito se le restaron seis puntos por orden de FIFA por incumplimiento en el pago de los intereses correspondientes a la deuda mantenida con el jugador colombiano Néstor Salazar y también perdió dos puntos por no presentar los roles de pago, uno del mes de agosto y otro del mes de septiembre.
|  | Clasificado a la Final de Campeonato y a la Copa Libertadores 2016. |

Resultados
| Local/Visitante | AUC   | BAR   | CUE   | QUI   | NAC   | EME   | IND   | LOJ   | LDU   | MUS   | RIV   | CAT   |
| --------------- | ----- | ----- | ----- | ----- | ----- | ----- | ----- | ----- | ----- | ----- | ----- | ----- |
| Aucas           |       | 3 - 1 | 0 - 0 | 2 - 2 | 1 - 0 | 3 - 3 | 1 - 1 | 1 - 0 | 3 - 2 | 0 - 0 | 4 - 0 | 2 - 1 |
| Barcelona       | 0 - 0 |       | 1 - 1 | 3 - 0 | 3 - 0 | 0 - 1 | 2 - 1 | 2 - 1 | 1 - 0 | 0 - 0 | 0 - 1 | 1 - 1 |
| Dep. Cuenca     | 1 - 1 | 3 - 0 |       | 1 - 0 | 0 - 0 | 0 - 1 | 0 - 2 | 1 - 2 | 0 - 1 | 1 - 1 | 1 - 1 | 1 - 0 |
| Dep. Quito      | 0 - 1 | 0 - 1 | 0 - 3 |       | 1 - 0 | 0 - 1 | 0 - 5 | 1 - 1 | 1 - 4 | 1 - 2 | 0 - 3 | 4 - 1 |
| El Nacional     | 1 - 0 | 1 - 0 | 2 - 0 | 1 - 2 |       | 1 - 1 | 0 - 1 | 1 - 3 | 1 - 5 | 1 - 0 | 2 - 0 | 0 - 2 |
| Emelec          | 3 - 0 | 0 - 0 | 6 - 0 | 0 - 0 | 2 - 1 |       | 3 - 2 | 1 - 1 | 0 - 2 | 1 - 0 | 3 - 1 | 2 - 2 |
| Independiente   | 1 - 1 | 3 - 3 | 2 - 0 | 3 - 0 | 2 - 1 | 1 - 0 |       | 2 - 1 | 1 - 3 | 4 - 1 | 1 - 1 | 0 - 1 |
| Liga de Loja    | 2 - 1 | 1 - 2 | 0 - 1 | 1 - 0 | 1 - 0 | 2 - 4 | 3 - 2 |       | 2 - 3 | 2 - 1 | 0 - 0 | 1 - 2 |
| Liga de Quito   | 0 - 2 | 2 - 0 | 3 - 2 | 2 - 0 | 1 - 1 | 2 - 1 | 4 - 3 | 1 - 2 |       | 1 - 1 | 1 - 0 | 1 - 1 |
| Mushuc Runa     | 3 - 1 | 1 - 0 | 2 - 1 | 1 - 1 | 1 - 2 | 2 - 2 | 2 - 4 | 2 - 1 | 1 - 3 |       | 1 - 1 | 1 - 3 |
| River Ecuador   | 1 - 0 | 1 - 1 | 0 - 0 | 3 - 1 | 5 - 0 | 0 - 4 | 1 - 3 | 2 - 1 | 1 - 0 | 2 - 2 |       | 1 - 3 |
| U. Católica     | 3 - 0 | 0 - 2 | 1 - 3 | 2 - 1 | 3 - 1 | 0 - 3 | 2 - 1 | 3 - 0 | 2 - 1 | 1 - 1 | 1 - 0 |       |

     Ganó equipo local
     Ganó equipo visitante
     Empate

#### Tercera etapa
| Finalistas    | Vía de clasificación        |
| ------------- | --------------------------- |
| Liga de Quito | Ganador de la Primera etapa |
| C.S. Emelec   | Ganador de la Segunda etapa |

Ida
| 16 de diciembre de 2015, 19:30 | C.S. Emelec | 3:1 | Liga de Quito | Estadio Reales Tamarindos, Portoviejo |  |
|                                |             |     |               | Árbitro(s): Vinicio Espinel           |  |

Vuelta
| 20 de diciembre de 2015, 11:30 | Liga de Quito | 0:0 | C.S. Emelec | Estadio Casa Blanca, Quito |  |
|                                |               |     |             | Árbitro(s): Daniel Salazar |  |

- C.S. Emelec ganó 3 - 1 en el marcador global.

#### Tabla acumulada
Clasificación
|  |  |     | Equipo               | PJ | PG | PE | PP | GF | GC | DG  | PTS |
|  |  | --- | -------------------- | -- | -- | -- | -- | -- | -- | --- | --- |
|  |  | 1.  | C.S. Emelec          | 46 | 26 | 14 | 6  | 86 | 39 | +47 | 92  |
|  |  | 2.  | Liga de Quito        | 46 | 26 | 12 | 8  | 71 | 39 | +32 | 90  |
|  |  | 3.  | Independiente        | 44 | 23 | 10 | 11 | 80 | 54 | +26 | 79  |
|  |  | 4.  | Universidad Católica | 44 | 17 | 10 | 17 | 57 | 58 | -1  | 61  |
|  |  | 5.  | Barcelona S.C.       | 44 | 18 | 10 | 16 | 56 | 45 | +11 | 56  |
|  |  | 6.  | S.D. Aucas           | 44 | 13 | 15 | 16 | 59 | 59 | 0   | 54  |
|  |  | 7.  | River Ecuador        | 44 | 14 | 12 | 18 | 53 | 62 | -9  | 54  |
|  |  | 8.  | Mushuc Runa S.C.     | 44 | 12 | 14 | 18 | 51 | 71 | -20 | 50  |
|  |  | 9.  | El Nacional          | 44 | 14 | 7  | 23 | 45 | 58 | -13 | 48  |
|  |  | 10. | Deportivo Cuenca     | 44 | 11 | 15 | 18 | 46 | 64 | -18 | 48  |
|  |  | 11. | Liga de Loja         | 44 | 13 | 7  | 24 | 45 | 70 | -25 | 42  |
|  |  | 12. | Deportivo Quito      | 44 | 10 | 12 | 22 | 48 | 78 | -30 | 34  |

PJ = Partidos jugados; PG = Partidos ganados; PE = Partidos empatados; PP = Partidos perdidos; GF = Goles anotados; GC = Goles recibidos; DG = Diferencia de gol; PTS = Puntos
|  | Jugaron la final del campeonato y clasificaron para la fase de grupos de la Copa Libertadores 2016 como Ecuador 1 y 2; además solo el campeón clasifica a la Copa Sudamericana 2016 como Ecuador 1. |
|  | En caso de no haber finales clasificó a la fase de grupos de la Copa Libertadores 2016 como Ecuador 2.                                                                                              |
|  | Clasificó a la primera fase de la Copa Libertadores 2016 como Ecuador 3. |
|  | Clasificó para la primera fase de la Copa Sudamericana 2016 como Ecuador 2. |
|  | Clasificó para la primera fase de la Copa Sudamericana 2016 como Ecuador 3. |
|  | Clasificó para la primera fase de la Copa Sudamericana 2016 como Ecuador 4. |
|  | Descendieron a la Serie B 2016. |

### Serie B

#### Primera Etapa
Clasificación
|  |     | Equipo                | PJ | PG | PE | PP | GF | GC | DG  | PTS |
|  | --- | --------------------- | -- | -- | -- | -- | -- | -- | --- | --- |
|  | 1.  | C.D. Olmedo           | 22 | 11 | 8  | 3  | 38 | 22 | +16 | 41  |
|  | 2.  | Imbabura S.C.         | 22 | 11 | 6  | 5  | 29 | 21 | +8  | 39  |
|  | 3.  | Delfín S.C.           | 22 | 10 | 8  | 4  | 23 | 14 | +9  | 38  |
|  | 4.  | Manta F.C.            | 22 | 9  | 9  | 4  | 27 | 18 | +9  | 36  |
|  | 5.  | Fuerza Amarilla S.C.  | 22 | 8  | 10 | 4  | 26 | 22 | +4  | 34  |
|  | 6.  | Técnico Universitario | 22 | 9  | 4  | 9  | 34 | 29 | +5  | 31  |
|  | 7.  | C.D. Macará           | 22 | 8  | 6  | 8  | 28 | 31 | -3  | 30  |
|  | 8.  | Gualaceo S.C.         | 22 | 8  | 5  | 9  | 31 | 29 | +2  | 29  |
|  | 9.  | C.D Espoli            | 22 | 7  | 4  | 11 | 24 | 34 | -10 | 25  |
|  | 10. | Deportivo Quevedo     | 22 | 4  | 8  | 10 | 22 | 39 | -17 | 20  |
|  | 11. | Liga de Portoviejo    | 22 | 4  | 7  | 11 | 21 | 34 | -13 | 19  |
|  | 12. | Deportivo Azogues     | 22 | 3  | 5  | 14 | 19 | 37 | -18 | 14  |

PJ = Partidos jugados; PG = Partidos ganados; PE = Partidos empatados; PP = Partidos perdidos; GF = Goles anotados; GC = Goles recibidos; DG = Diferencia de gol; PTS = Puntos

#### Segunda Etapa
Clasificación
|  |     | Equipo                | PJ | PG | PE | PP | GF | GC | DG  | PTS |
|  | --- | --------------------- | -- | -- | -- | -- | -- | -- | --- | --- |
|  | 1.  | Fuerza Amarilla S.C.  | 22 | 10 | 9  | 3  | 33 | 19 | +14 | 39  |
|  | 2.  | Delfín S.C.           | 22 | 10 | 6  | 6  | 27 | 19 | +8  | 36  |
|  | 3.  | Técnico Universitario | 22 | 8  | 8  | 6  | 30 | 30 | 0   | 32  |
|  | 4.  | Liga de Portoviejo    | 22 | 7  | 10 | 5  | 28 | 24 | +4  | 31  |
|  | 5.  | Gualaceo S.C.         | 22 | 9  | 4  | 9  | 25 | 26 | -1  | 31  |
|  | 6.  | Manta F.C.            | 22 | 9  | 3  | 10 | 36 | 20 | +16 | 30  |
|  | 7.  | Deportivo Azogues     | 22 | 7  | 7  | 8  | 22 | 28 | -6  | 28  |
|  | 8.  | C.D. Espoli           | 22 | 7  | 6  | 9  | 27 | 39 | -12 | 27  |
|  | 9.  | C.D. Olmedo           | 22 | 7  | 6  | 9  | 32 | 35 | -3  | 26  |
|  | 10. | Deportivo Quevedo     | 22 | 7  | 6  | 9  | 18 | 28 | -10 | 26  |
|  | 11. | Imbabura S.C.         | 22 | 6  | 7  | 9  | 27 | 30 | -3  | 25  |
|  | 12. | C.D. Macará           | 22 | 7  | 4  | 11 | 31 | 35 | -4  | 25  |

PJ = Partidos jugados; PG = Partidos ganados; PE = Partidos empatados; PP = Partidos perdidos; GF = Goles anotados; GC = Goles recibidos; DG = Diferencia de gol; PTS = Puntos

#### Tabla acumulada
Clasificación
|  |  |     | Equipo                | PJ | PG | PE | PP | GF | GC | DG  | PTS |
|  |  | --- | --------------------- | -- | -- | -- | -- | -- | -- | --- | --- |
|  |  | 1.  | Delfín S.C.           | 44 | 20 | 14 | 10 | 50 | 33 | +17 | 74  |
|  |  | 2.  | Fuerza Amarilla S.C.  | 44 | 18 | 19 | 7  | 60 | 42 | +18 | 73  |
|  |  | 3.  | C.D. Olmedo           | 44 | 18 | 14 | 12 | 70 | 57 | +13 | 67  |
|  |  | 4.  | Manta F.C.            | 44 | 18 | 12 | 14 | 60 | 38 | +22 | 66  |
|  |  | 5.  | Imbabura S.C.         | 44 | 17 | 13 | 14 | 55 | 50 | +5  | 64  |
|  |  | 6.  | Técnico Universitario | 44 | 17 | 12 | 15 | 64 | 59 | +5  | 63  |
|  |  | 7.  | Gualaceo S.C.         | 44 | 17 | 9  | 18 | 56 | 55 | +1  | 60  |
|  |  | 8.  | C.D. Macará           | 44 | 15 | 10 | 19 | 63 | 62 | +1  | 55  |
|  |  | 9.  | C.D. Espoli           | 44 | 14 | 10 | 20 | 51 | 73 | -22 | 52  |
|  |  | 10. | Liga de Portoviejo    | 44 | 11 | 17 | 16 | 49 | 58 | -9  | 50  |
|  |  | 11. | Deportivo Quevedo     | 44 | 11 | 14 | 19 | 40 | 67 | -27 | 46  |
|  |  | 12. | Deportivo Azogues     | 44 | 10 | 12 | 22 | 41 | 65 | -24 | 42  |

PJ = Partidos jugados; PG = Partidos ganados; PE = Partidos empatados; PP = Partidos perdidos; GF = Goles anotados; GC = Goles recibidos; DG = Diferencia de gol; PTS = Puntos
|  | Campeón Anual ascendió a la Serie A 2016.    |
|  | Subcampeón Anual ascendió a la Serie A 2016. |
|  | Descendieron a la Segunda Categoría 2016.    |

### Segunda Categoría

#### Torneos Provinciales

##### Azuay
Clasificación
|  |    | Equipo        | PJ | PG | PE | PP | GF | GC | DG  | PTS |
|  | -- | ------------- | -- | -- | -- | -- | -- | -- | --- | --- |
|  | 1. | Tecni Club    | 10 | 7  | 2  | 1  | 22 | 3  | +19 | 23  |
|  | 2. | Estrella Roja | 10 | 5  | 5  | 0  | 31 | 3  | +28 | 20  |
|  | 3. | Cruz del Vado | 10 | 5  | 3  | 2  | 28 | 10 | +18 | 18  |
|  | 4. | El Cuartel    | 10 | 4  | 3  | 3  | 15 | 8  | +7  | 15  |
|  | 5. | Estudiantes   | 10 | 2  | 1  | 7  | 7  | 28 | -21 | 7   |
|  | 6. | La Gloria     | 10 | 0  | 0  | 10 | 3  | 54 | -51 | 0   |

|  | Semifinales   | Semifinales   | Semifinales   |               |            | Final      | Final  | Final |  |
|  |               |               |               |               |            |            |        |       |  |
|  |               |               |               |               |            |            |        |       |  |
|  | Tecni Club    | Tecni Club    | 2             |               |            |            |        |       |  |
|  | Tecni Club    | Tecni Club    | 2             |               |            |            |        |       |  |
|  | El Cuartel    | El Cuartel    | 0             |               |            |            |        |       |  |
|  | El Cuartel    | El Cuartel    | 0             |               | Tecni Club | Tecni Club | 1 (10) |       |  |
|  |               |               |               |               | Tecni Club | Tecni Club | 1 (10) |       |  |
|  |               |               | Cruz del Vado | Cruz del Vado | 1 (11)     |            |        |       |  |
|  | Estrella Roja | Estrella Roja | Cruz del Vado | Cruz del Vado | 1 (11)     | 2 (2)      |        |       |  |
|  | Estrella Roja | Estrella Roja |               |               |            | 2 (2)      |        |       |  |
|  | Cruz del Vado | Cruz del Vado | 2 (3)         |               |            |            |        |       |  |
|  | Cruz del Vado | Cruz del Vado | 2 (3)         |               |            |            |        |       |  |
|  |               |               |               |               |            |            |        |       |  |

##### Bolívar
Clasificación
|  |    | Equipo              | PJ | PG | PE | PP | GF | GC | DG  | PTS |
|  | -- | ------------------- | -- | -- | -- | -- | -- | -- | --- | --- |
|  | 1. | Deportivo Echeandía | 6  | 5  | 1  | 0  | 22 | 2  | +20 | 16  |
|  | 2. | Ñucanchik Pura S.C. | 6  | 3  | 2  | 1  | 11 | 2  | +9  | 11  |
|  | 3. | Primero de Mayo     | 5  | 1  | 1  | 3  | 5  | 8  | -3  | 4   |
|  | 4. | Unibolívar          | 5  | 0  | 0  | 5  | 2  | 28 | -26 | 0   |

##### Cañar
Clasificación
|  |    | Equipo               | PJ | PG | PE | PP | GF | GC  | DG  | PTS |
|  | -- | -------------------- | -- | -- | -- | -- | -- | --- | --- | --- |
|  | 1. | Ciudadelas del Norte | 12 | 10 | 1  | 1  | 88 | 4   | +84 | 31  |
|  | 2. | Municipal Cañar      | 12 | 9  | 3  | 0  | 47 | 7   | +40 | 30  |
|  | 3. | Cañar F.C.           | 12 | 7  | 2  | 3  | 60 | 16  | +44 | 20  |
|  | 4. | Grupo Alcívar        | 11 | 4  | 2  | 5  | 28 | 11  | +17 | 14  |
|  | 5. | La Troncal United    | 12 | 3  | 3  | 6  | 26 | 56  | -30 | 12  |
|  | 6. | Canteros Aliados     | 11 | 1  | 1  | 9  | 10 | 102 | -92 | 4   |
|  | 7. | Equipo de Cristo     | 10 | 0  | 0  | 10 | 10 | 73  | -63 | 0   |

##### Carchi
Clasificación
|  |    | Equipo                | PJ | PG | PE | PP | GF | GC | DG | PTS |
|  | -- | --------------------- | -- | -- | -- | -- | -- | -- | -- | --- |
|  | 1. | Atlético Tulcán       | 8  | 5  | 2  | 1  | 15 | 9  | +6 | 17  |
|  | 2. | Carchi 04 F.C.        | 7  | 2  | 3  | 2  | 11 | 10 | +1 | 9   |
|  | 3. | Deportivo San Gabriel | 7  | 1  | 1  | 5  | 7  | 14 | -7 | 4   |

##### Chimborazo
Clasificación
|  |    | Equipo                  | PJ | PG | PE | PP | GF | GC | DG  | PTS |
|  | -- | ----------------------- | -- | -- | -- | -- | -- | -- | --- | --- |
|  | 1. | Star Club               | 5  | 5  | 0  | 0  | 19 | 2  | +17 | 15  |
|  | 2. | Independiente San Pedro | 5  | 3  | 0  | 2  | 11 | 11 | 0   | 9   |
|  | 3. | Estudiantes de La Plata | 5  | 0  | 2  | 3  | 5  | 10 | -5  | 2   |
|  | 4. | Los Ases                | 5  | 0  | 2  | 3  | 7  | 19 | -12 | 2   |

##### Cotopaxi
Clasificación
|  |    | Equipo             | PJ | PG | PE | PP | GF | GC | DG  | PTS |
|  | -- | ------------------ | -- | -- | -- | -- | -- | -- | --- | --- |
|  | 1. | U.T. de Cotopaxi   | 4  | 3  | 0  | 1  | 24 | 2  | +22 | 9   |
|  | 2. | Atlético Saquisilí | 4  | 3  | 0  | 1  | 12 | 1  | +11 | 9   |
|  | 3. | Ciudad de León     | 4  | 0  | 0  | 4  | 1  | 34 | -33 | 0   |

##### El Oro
Clasificación
|  |    | Equipo            | PJ | PG | PE | PP | GF | GC | DG  | PTS |
|  | -- | ----------------- | -- | -- | -- | -- | -- | -- | --- | --- |
|  | 1. | Orense S.C.       | 10 | 6  | 3  | 1  | 31 | 14 | +17 | 21  |
|  | 2. | Atlético Mineiro  | 10 | 6  | 1  | 3  | 20 | 11 | +9  | 19  |
|  | 3. | Audaz Octubrino   | 10 | 5  | 4  | 1  | 18 | 9  | +9  | 19  |
|  | 4. | Deportivo Bolívar | 9  | 3  | 4  | 2  | 15 | 14 | +1  | 13  |
|  | 5. | Parma F.C.        | 10 | 2  | 2  | 6  | 11 | 17 | -6  | 8   |
|  | 6. | ATV Piñas         | 9  | 0  | 0  | 9  | 3  | 33 | -30 | 0   |

##### Esmeraldas
Clasificación
|  |    | Equipo               | PJ | PG | PE | PP | GF | GC | DG | PTS |
|  | -- | -------------------- | -- | -- | -- | -- | -- | -- | -- | --- |
|  | 1. | Esmeraldas Petrolero | 6  | 2  | 4  | 0  | 4  | 1  | +3 | 10  |
|  | 2. | Alianza del Pailón   | 6  | 1  | 4  | 1  | 1  | 1  | 0  | 7   |
|  | 3. | Atacames S.C.        | 6  | 1  | 3  | 2  | 4  | 4  | 0  | 6   |
|  | 4. | Rocafuerte S.C.      | 6  | 1  | 3  | 2  | 3  | 6  | -3 | 6   |

##### Guayas
Clasificación
Grupo A
|  |    | Equipo                 | PJ | PG | PE | PP | GF | GC | DG | PTS |
|  | -- | ---------------------- | -- | -- | -- | -- | -- | -- | -- | --- |
|  | 1. | Norte América          | 4  | 2  | 1  | 1  | 7  | 6  | +1 | 7   |
|  | 2. | Academia Alfaro Moreno | 4  | 2  | 0  | 2  | 6  | 6  | 0  | 6   |
|  | 3. | Fedeguayas             | 4  | 1  | 1  | 2  | 4  | 5  | -1 | 4   |

Grupo B
|  |    | Equipo          | PJ | PG | PE | PP | GF | GC | DG | PTS |
|  | -- | --------------- | -- | -- | -- | -- | -- | -- | -- | --- |
|  | 1. | Guayaquil Sport | 4  | 2  | 2  | 0  | 5  | 1  | +4 | 8   |
|  | 2. | C.S. Patria     | 4  | 0  | 3  | 1  | 1  | 2  | -1 | 3   |
|  | 3. | Rocafuerte F.C. | 4  | 0  | 3  | 1  | 2  | 5  | -3 | 3   |

##### Imbabura
Clasificación
|  |    | Equipo            | PJ | PG | PE | PP | GF | GC | DG  | PTS |
|  | -- | ----------------- | -- | -- | -- | -- | -- | -- | --- | --- |
|  | 1. | Deportivo Otavalo | 8  | 7  | 1  | 0  | 31 | 4  | +27 | 22  |
|  | 2. | San Antonio F.C.  | 8  | 4  | 1  | 3  | 21 | 14 | +7  | 13  |
|  | 3. | 2 de Marzo        | 8  | 0  | 0  | 8  | 7  | 41 | -34 | 0   |

##### Loja
Clasificación
|  |    | Equipo            | PJ | PG | PE | PP | GF | GC | DG  | PTS |
|  | -- | ----------------- | -- | -- | -- | -- | -- | -- | --- | --- |
|  | 1. | Italia F.C.       | 4  | 3  | 0  | 1  | 17 | 2  | +15 | 9   |
|  | 2. | L.D.E. 1° de Mayo | 4  | 3  | 0  | 1  | 9  | 5  | +4  | 9   |
|  | 3. | La Tebaida        | 4  | 0  | 0  | 4  | 2  | 21 | -19 | 0   |

##### Los Ríos
Clasificación
|  |    | Equipo            | PJ | PG | PE | PP | GF | GC | DG  | PTS |
|  | -- | ----------------- | -- | -- | -- | -- | -- | -- | --- | --- |
|  | 1. | Nápoli            | 10 | 7  | 2  | 1  | 21 | 8  | +13 | 23  |
|  | 2. | Venecia           | 10 | 6  | 3  | 1  | 13 | 6  | +7  | 21  |
|  | 3. | Fiorentina        | 10 | 4  | 4  | 2  | 9  | 8  | +1  | 16  |
|  | 4. | El Guayacán       | 10 | 4  | 2  | 4  | 14 | 12 | +2  | 14  |
|  | 5. | Santa Rita        | 9  | 0  | 3  | 6  | 3  | 15 | -12 | 3   |
|  | 6. | Deportivo Mocache | 9  | 0  | 2  | 7  | 7  | 18 | -11 | 2   |

##### Manabí
Clasificación
|  |    | Equipo               | PJ | PG | PE | PP | GF | GC | DG | PTS |
|  | -- | -------------------- | -- | -- | -- | -- | -- | -- | -- | --- |
|  | 1. | Universitario        | 6  | 4  | 1  | 1  | 10 | 4  | +6 | 13  |
|  | 2. | Colón F.C.           | 6  | 3  | 1  | 2  | 8  | 9  | -1 | 10  |
|  | 3. | Ciudad de Pedernales | 6  | 2  | 1  | 3  | 11 | 9  | +2 | 7   |
|  | 4. | Deportivo Calceta    | 6  | 1  | 1  | 4  | 4  | 11 | -7 | 4   |

##### Morona Santiago
Clasificación
|  |    | Equipo                 | PJ | PG | PE | PP | GF | GC | DG | PTS |
|  | -- | ---------------------- | -- | -- | -- | -- | -- | -- | -- | --- |
|  | 1. | Deportivo Sucúa        | 3  | 2  | 1  | 0  | 7  | 1  | +6 | 7   |
|  | 2. | Estudiantes del Cenepa | 4  | 1  | 2  | 1  | 8  | 6  | +2 | 5   |
|  | 3. | L.D.J. (Macas)         | 3  | 0  | 1  | 2  | 3  | 11 | -8 | 1   |

##### Napo
Clasificación
|  |    | Equipo     | PJ | PG | PE | PP | GF | GC | DG | PTS |
|  | -- | ---------- | -- | -- | -- | -- | -- | -- | -- | --- |
|  | 1. | New Star   | 3  | 2  | 0  | 1  | 5  | 2  | +3 | 6   |
|  | 2. | Aeropuerto | 4  | 1  | 1  | 2  | 3  | 4  | -1 | 4   |
|  | 3. | Águilas    | 3  | 1  | 0  | 2  | 2  | 4  | -2 | 0   |

##### Orellana
Clasificación
|  |    | Equipo                | PJ | PG | PE | PP | GF | GC | DG  | PTS |
|  | -- | --------------------- | -- | -- | -- | -- | -- | -- | --- | --- |
|  | 1. | Anaconda F.C.         | 5  | 5  | 0  | 0  | 57 | 1  | +56 | 15  |
|  | 2. | Estrellas de Orellana | 5  | 3  | 1  | 1  | 23 | 8  | +15 | 10  |
|  | 3. | Abuelos F.C.          | 5  | 1  | 0  | 4  | 4  | 55 | -51 | 3   |
|  | 4. | Deportivo Coca        | 5  | 0  | 1  | 4  | 2  | 22 | -20 | 1   |

##### Pastaza
Clasificación
|  |    | Equipo             | PJ | PG | PE | PP | GF | GC | DG | PTS |
|  | -- | ------------------ | -- | -- | -- | -- | -- | -- | -- | --- |
|  | 1. | Deportivo Puyo     | 3  | 3  | 0  | 0  | 9  | 2  | +7 | 9   |
|  | 2. | Deportivo Sarayaku | 4  | 2  | 0  | 2  | 6  | 5  | +1 | 6   |
|  | 3. | Cumandá            | 3  | 0  | 0  | 3  | 2  | 10 | -8 | 0   |

##### Pichincha
Clasificación
|  |    | Equipo            | PJ | PG | PE | PP | GF | GC | DG  | PTS |
|  | -- | ----------------- | -- | -- | -- | -- | -- | -- | --- | --- |
|  | 1. | Clan Juvenil      | 16 | 12 | 4  | 0  | 26 | 4  | +22 | 40  |
|  | 2. | Los Loros         | 16 | 8  | 7  | 1  | 30 | 9  | +21 | 31  |
|  | 3. | U.T. Equinoccial  | 16 | 8  | 4  | 4  | 37 | 20 | +17 | 28  |
|  | 4. | F.C. U.I.D.E.     | 16 | 8  | 4  | 4  | 33 | 21 | +12 | 28  |
|  | 5. | Cuniburo F.C.     | 16 | 5  | 6  | 5  | 24 | 32 | -8  | 21  |
|  | 6. | J.I. de Tabacundo | 16 | 5  | 0  | 11 | 18 | 31 | -13 | 15  |
|  | 7. | Rumiñahui         | 16 | 3  | 3  | 10 | 17 | 22 | -5  | 12  |
|  | 8. | U.S.F.Q.          | 16 | 3  | 3  | 10 | 19 | 37 | -18 | 12  |
|  | 9. | América de Quito  | 16 | 2  | 5  | 9  | 15 | 43 | -28 | 11  |

##### Santa Elena
Clasificación
|  |    | Equipo              | PJ | PG | PE | PP | GF | GC | DG  | PTS |
|  | -- | ------------------- | -- | -- | -- | -- | -- | -- | --- | --- |
|  | 1. | 3E                  | 8  | 6  | 2  | 0  | 28 | 5  | +23 | 20  |
|  | 2. | Carlos Borbor Reyes | 8  | 5  | 2  | 1  | 39 | 5  | +34 | 17  |
|  | 3. | Duros del Balón     | 8  | 4  | 2  | 2  | 26 | 7  | +19 | 14  |
|  | 4. | Deportivo Chanduy   | 7  | 1  | 0  | 6  | 10 | 24 | -14 | 3   |
|  | 5. | Sport Bilbao SV     | 7  | 0  | 0  | 7  | 1  | 63 | -62 | 0   |

##### Santo Domingo de los Tsáchilas
Clasificación
|  |    | Equipo              | PJ | PG | PE | PP | GF | GC | DG  | PTS |
|  | -- | ------------------- | -- | -- | -- | -- | -- | -- | --- | --- |
|  | 1. | Águilas             | 11 | 6  | 5  | 0  | 21 | 6  | +15 | 23  |
|  | 2. | Colorados Jaipadida | 11 | 5  | 5  | 1  | 17 | 12 | +5  | 20  |
|  | 3. | Ramos y Ramos       | 11 | 4  | 4  | 3  | 15 | 13 | +2  | 16  |
|  | 4. | Pepilla F.C.        | 11 | 3  | 5  | 3  | 20 | 14 | +6  | 14  |
|  | 5. | San Rafael          | 11 | 3  | 5  | 3  | 14 | 20 | -6  | 14  |
|  | 6. | Talleres            | 12 | 3  | 4  | 5  | 13 | 17 | -4  | 13  |
|  | 7. | Japan Auto          | 11 | 1  | 0  | 10 | 13 | 31 | -18 | 3   |

##### Sucumbíos
Clasificación
|  |    | Equipo             | PJ | PG | PE | PP | GF | GC | DG  | PTS |
|  | -- | ------------------ | -- | -- | -- | -- | -- | -- | --- | --- |
|  | 1. | Chicos Malos       | 6  | 3  | 3  | 0  | 30 | 9  | +21 | 12  |
|  | 2. | Caribe Junior      | 6  | 3  | 3  | 0  | 13 | 6  | +7  | 12  |
|  | 3. | Consejo Provincial | 6  | 1  | 1  | 4  | 9  | 30 | -21 | 4   |
|  | 4. | Deportivo Oriental | 6  | 1  | 1  | 4  | 13 | 20 | -7  | 1   |

##### Tungurahua
Clasificación
|  |    | Equipo            | PJ | PG | PE | PP | GF | GC | DG  | PTS |
|  | -- | ----------------- | -- | -- | -- | -- | -- | -- | --- | --- |
|  | 1. | Pelileo S.C.      | 7  | 5  | 2  | 0  | 20 | 3  | +17 | 17  |
|  | 2. | Bolívar           | 8  | 4  | 3  | 1  | 21 | 8  | +13 | 15  |
|  | 3. | América de Ambato | 7  | 3  | 1  | 3  | 13 | 9  | +4  | 10  |
|  | 4. | León Carr         | 7  | 2  | 2  | 3  | 10 | 8  | +2  | 8   |
|  | 5. | El Globo          | 7  | 0  | 0  | 7  | 2  | 38 | -36 | 0   |

#### Fase Regional (Zonales)

##### Zona 1
Grupo A
|  |    | Equipo            | PJ | PG | PE | PP | GF | GC | DG  | PTS |
|  | -- | ----------------- | -- | -- | -- | -- | -- | -- | --- | --- |
|  | 1° | Deportivo Otavalo | 8  | 6  | 1  | 1  | 24 | 7  | +17 | 19  |
|  | 2º | Anaconda F.C.     | 8  | 5  | 1  | 2  | 22 | 10 | +12 | 16  |
|  | 3º | Atlético Tulcán   | 8  | 4  | 1  | 3  | 17 | 15 | +2  | 13  |
|  | 4° | Los Loros         | 8  | 3  | 1  | 4  | 16 | 9  | +7  | 10  |
|  | 5° | Caribe Junior     | 8  | 0  | 0  | 8  | 3  | 41 | -38 | 0   |

Grupo B
|  |    | Equipo                | PJ | PG | PE | PP | GF | GC | DG  | PTS |
|  | -- | --------------------- | -- | -- | -- | -- | -- | -- | --- | --- |
|  | 1° | Clan Juvenil          | 7  | 7  | 0  | 0  | 38 | 2  | +36 | 21  |
|  | 2° | San Antonio F.C.      | 7  | 4  | 0  | 3  | 13 | 14 | -1  | 12  |
|  | 3° | Estrellas de Orellana | 7  | 4  | 0  | 3  | 13 | 21 | -8  | 12  |
|  | 4° | Deportivo San Gabriel | 7  | 3  | 0  | 4  | 22 | 15 | +7  | 9   |
|  | 5° | Deportivo Oriental    | 8  | 0  | 0  | 8  | 5  | 39 | -34 | 0   |

##### Zona 2
Grupo A
|  |    | Equipo                  | PJ | PG | PE | PP | GF | GC | DG  | PTS |
|  | -- | ----------------------- | -- | -- | -- | -- | -- | -- | --- | --- |
|  | 1° | Pelileo S.C.            | 10 | 8  | 1  | 1  | 45 | 6  | +39 | 25  |
|  | 2° | Deportivo Echeandía     | 10 | 7  | 0  | 3  | 23 | 7  | +16 | 21  |
|  | 3° | Atlético Saquisilí      | 10 | 6  | 2  | 2  | 25 | 7  | +18 | 20  |
|  | 4° | Deportivo Sarayaku      | 9  | 3  | 1  | 5  | 22 | 17 | +5  | 10  |
|  | 5° | Independiente San Pedro | 10 | 3  | 0  | 7  | 15 | 38 | -23 | 9   |
|  | 6° | Aeropuerto              | 9  | 0  | 0  | 9  | 3  | 58 | -55 | 0   |

Grupo B
|  |    | Equipo              | PJ | PG | PE | PP | GF | GC | DG  | PTS |
|  | -- | ------------------- | -- | -- | -- | -- | -- | -- | --- | --- |
|  | 1° | Star Club           | 10 | 7  | 2  | 1  | 44 | 6  | +38 | 23  |
|  | 2° | Deportivo Puyo      | 10 | 7  | 2  | 1  | 31 | 7  | +24 | 23  |
|  | 3° | Ñucanchik Pura S.C. | 10 | 6  | 0  | 4  | 23 | 12 | +11 | 18  |
|  | 4° | U.T. de Cotopaxi    | 9  | 4  | 2  | 3  | 26 | 16 | +10 | 14  |
|  | 5° | Bolívar             | 9  | 1  | 0  | 8  | 8  | 28 | -20 | 3   |
|  | 6° | New Star            | 10 | 1  | 0  | 9  | 9  | 72 | -63 | 3   |

##### Zona 3
Grupo A
|  |    | Equipo             | PJ | PG | PE | PP | GF | GC | DG  | PTS |
|  | -- | ------------------ | -- | -- | -- | -- | -- | -- | --- | --- |
|  | 1° | Alianza del Pailón | 8  | 7  | 0  | 1  | 16 | 3  | +13 | 21  |
|  | 2° | Nápoli             | 8  | 6  | 0  | 2  | 18 | 6  | +12 | 18  |
|  | 3° | Universitario      | 8  | 5  | 0  | 3  | 15 | 8  | +7  | 15  |
|  | 4° | Colorados S.C.     | 8  | 2  | 0  | 6  | 7  | 18 | -11 | 6   |
|  | 5° | Club 3E            | 8  | 0  | 0  | 8  | 0  | 21 | -21 | 0   |

Grupo B
|  |    | Equipo               | PJ | PG | PE | PP | GF | GC | DG  | PTS |
|  | -- | -------------------- | -- | -- | -- | -- | -- | -- | --- | --- |
|  | 1° | Colón F.C.           | 8  | 6  | 2  | 0  | 21 | 2  | +19 | 20  |
|  | 2° | Esmeraldas Petrolero | 8  | 5  | 2  | 1  | 23 | 2  | +21 | 17  |
|  | 3° | Águilas              | 8  | 3  | 2  | 3  | 21 | 9  | +12 | 11  |
|  | 4° | Venecia              | 8  | 3  | 0  | 5  | 23 | 19 | +4  | 9   |
|  | 5° | Carlos Borbor Reyes  | 8  | 0  | 0  | 8  | 5  | 61 | -56 | 0   |

##### Zona 4
Grupo A
|  |    | Equipo                 | PJ | PG | PE | PP | GF | GC | DG  | PTS |
|  | -- | ---------------------- | -- | -- | -- | -- | -- | -- | --- | --- |
|  | 1° | Norte América          | 10 | 7  | 1  | 2  | 51 | 7  | +44 | 22  |
|  | 2° | Orense S.C.            | 10 | 6  | 4  | 0  | 36 | 8  | +28 | 22  |
|  | 3° | Tecni Club             | 10 | 4  | 2  | 4  | 14 | 13 | +1  | 14  |
|  | 4° | Ciudadelas del Norte   | 10 | 4  | 2  | 4  | 16 | 21 | -5  | 14  |
|  | 5° | L.D.E. 1.º de Mayo     | 10 | 3  | 2  | 5  | 16 | 20 | -4  | 11  |
|  | 6° | Estudiantes del Cenepa | 10 | 0  | 1  | 9  | 6  | 70 | -64 | 1   |

Grupo B
|  |    | Equipo           | PJ | PG | PE | PP | GF | GC | DG  | PTS |
|  | -- | ---------------- | -- | -- | -- | -- | -- | -- | --- | --- |
|  | 1° | Guayaquil Sport  | 10 | 8  | 1  | 1  | 25 | 4  | +21 | 25  |
|  | 2° | Italia F.C.      | 10 | 8  | 0  | 2  | 22 | 9  | +13 | 24  |
|  | 3° | Cruz del Vado    | 10 | 7  | 0  | 3  | 25 | 13 | +12 | 21  |
|  | 4° | Deportivo Sucúa  | 10 | 2  | 1  | 7  | 11 | 18 | -7  | 7   |
|  | 5° | Municipal Cañar  | 10 | 1  | 3  | 6  | 11 | 23 | -12 | 6   |
|  | 6° | Atlético Mineiro | 10 | 1  | 1  | 8  | 5  | 31 | -26 | 4   |

#### Fase Nacional (Hexagonales Semifinales)

##### Grupo A
|  |    | Equipo         | PJ | PG | PE | PP | GF | GC | DG  | PTS |
|  | -- | -------------- | -- | -- | -- | -- | -- | -- | --- | --- |
|  | 1° | Clan Juvenil   | 9  | 6  | 2  | 1  | 15 | 3  | +12 | 20  |
|  | 2° | Colón F.C.     | 9  | 6  | 2  | 1  | 16 | 7  | +9  | 20  |
|  | 3° | Deportivo Puyo | 9  | 4  | 3  | 2  | 13 | 8  | +5  | 15  |
|  | 4° | Star Club      | 9  | 4  | 1  | 4  | 14 | 15 | -1  | 13  |
|  | 5° | Nápoli         | 9  | 2  | 0  | 7  | 11 | 21 | -10 | 6   |
|  | 6° | Norte América  | 9  | 1  | 0  | 8  | 6  | 21 | -15 | 3   |

##### Grupo B
|  |    | Equipo             | PJ | PG | PE | PP | GF | GC | DG  | PTS |
|  | -- | ------------------ | -- | -- | -- | -- | -- | -- | --- | --- |
|  | 1° | Pelileo S.C.       | 9  | 7  | 1  | 1  | 15 | 6  | +9  | 22  |
|  | 2° | Deportivo Otavalo  | 9  | 7  | 1  | 1  | 14 | 5  | +9  | 22  |
|  | 3° | Guayaquil Sport    | 9  | 4  | 1  | 4  | 10 | 9  | +1  | 13  |
|  | 4° | Orense S.C.        | 9  | 3  | 2  | 4  | 14 | 12 | +2  | 11  |
|  | 5° | Alianza del Pailón | 9  | 2  | 1  | 6  | 10 | 14 | -4  | 7   |
|  | 6° | Italia F.C.        | 9  | 0  | 2  | 7  | 6  | 23 | -17 | 2   |

#### Fase Final (Cuadrangular Final)
Clasificación
|  |  |    | Equipo            | PJ | PG | PE | PP | GF | GC | DG | PTS |
|  |  | -- | ----------------- | -- | -- | -- | -- | -- | -- | -- | --- |
|  |  | 1° | Clan Juvenil      | 6  | 3  | 2  | 1  | 9  | 6  | +3 | 11  |
|  |  | 2° | Colón F.C.        | 6  | 2  | 2  | 2  | 7  | 5  | +2 | 8   |
|  |  | 3° | Deportivo Otavalo | 6  | 2  | 2  | 2  | 7  | 7  | 0  | 8   |
|  |  | 4° | Pelileo S.C.      | 6  | 1  | 2  | 3  | 4  | 9  | -5 | 5   |

|  | Campeón ascendido a la Serie B 2016.     |
|  | Vicecampeón ascendido a la Serie B 2016. |

## Ascensos y descensos
| Categorías                | Equipos descendidos                 | Equipos ascendidos               |
| ------------------------- | ----------------------------------- | -------------------------------- |
| Serie A Serie B           | Liga de Loja Deportivo Quito        | Delfín S.C. Fuerza Amarilla S.C. |
| Serie B Segunda Categoría | Deportivo Quevedo Deportivo Azogues | Clan Juvenil Colón F.C.          |

## Torneos internacionales
Véase además Anexo:Clubes ecuatorianos en torneos internacionales

### Copa Libertadores
|  |    | Equipo         | Fase final             | PTS | PJ | PG | PE | PP | GF | GC | DG |
|  | -- | -------------- | ---------------------- | --- | -- | -- | -- | -- | -- | -- | -- |
|  | 1° | C.S. Emelec    | Cuartos de final       | 16  | 10 | 5  | 1  | 4  | 12 | 8  | +4 |
|  | 2° | Barcelona S.C. | Segunda fase (Grupo 7) | 4   | 6  | 1  | 1  | 4  | 5  | 11 | -6 |
|  | 3° | Independiente  | Primera fase           | 3   | 2  | 1  | 0  | 1  | 1  | 4  | -3 |

### Copa Sudamericana
|  |    | Equipo               | Fase final       | PTS | PJ | PG | PE | PP | GF | GC | DG |
|  | -- | -------------------- | ---------------- | --- | -- | -- | -- | -- | -- | -- | -- |
|  | 1° | Liga de Quito        | Octavos de final | 13  | 6  | 4  | 1  | 1  | 6  | 3  | +3 |
|  | 2° | C.S. Emelec          | Octavos de final | 11  | 6  | 3  | 2  | 1  | 8  | 3  | +5 |
|  | 3° | Universidad Católica | Primera fase     | 1   | 2  | 0  | 1  | 1  | 1  | 2  | -1 |
|  | 4° | Liga de Loja         | Primera fase     | 1   | 2  | 0  | 1  | 1  | 0  | 3  | -3 |

## Selección nacional masculina

### Mayores

#### Copa América 2015
| Equipo             | Fase final               | PTS | PJ | PG | PE | PP | GF | GC | DG |
| ------------------ | ------------------------ | --- | -- | -- | -- | -- | -- | -- | -- |
| Selección nacional | Fase de grupos (Grupo A) | 3   | 3  | 1  | 0  | 2  | 4  | 6  | -2 |

| Equipo  | Pts. | PJ | PG | PE | PP | GF | GC | Dif. |
| ------- | ---- | -- | -- | -- | -- | -- | -- | ---- |
| Chile   | 7    | 3  | 2  | 1  | 0  | 10 | 3  | 7    |
| Bolivia | 4    | 3  | 1  | 1  | 1  | 3  | 7  | -4   |
| Ecuador | 3    | 3  | 1  | 0  | 2  | 4  | 6  | -2   |
| México  | 2    | 3  | 0  | 2  | 1  | 4  | 5  | -1   |

| 11 de junio de 2015, 20:30              | Chile                         | 2:0 (0:0) | Ecuador | Estadio Nacional, Santiago de Chile                       |                                                           |
|                                         | Vidal 66' (pen.) · Vargas 83' | Reporte   |         | Asistencia: 48 665 espectadores Árbitro(s): Néstor Pitana | Asistencia: 48 665 espectadores Árbitro(s): Néstor Pitana |
| Vídeo resumen oficial: Chile vs Ecuador |                               |           |         |                                                           |                                                           |

| 15 de junio de 2015, 18:00                | Ecuador                    | 2:3 (0:3) | Bolivia                                       | Estadio Elías Figueroa, Valparaíso                     |                                                        |
|                                           | Valencia 47' · Bolaños 80' | Reporte   | Raldes 4' · Smedberg 17' · Martins 42' (pen.) | Asistencia: 5982 espectadores Árbitro(s): Joel Aguilar | Asistencia: 5982 espectadores Árbitro(s): Joel Aguilar |
| Vídeo resumen oficial: Ecuador vs Bolivia |                            |           |                                               |                                                        |                                                        |

| 19 de junio de 2015, 18:00               | México             | 1:2 (0:1) | Ecuador                    | Estadio El Teniente, Rancagua                           |                                                         |
|                                          | Jiménez 63' (pen.) | Reporte   | Bolaños 26' · Valencia 57' | Asistencia: 11 051 espectadores Árbitro(s): José Argote | Asistencia: 11 051 espectadores Árbitro(s): José Argote |
| Vídeo resumen oficial: México vs Ecuador |                    |           |                            |                                                         |                                                         |

#### Partidos de la Selección mayor en 2015
| Fecha           | Lugar                                                         | Rival     | Marcador | Competencia              | Goles de Ecuador                                                                    |
| --------------- | ------------------------------------------------------------- | --------- | -------- | ------------------------ | ----------------------------------------------------------------------------------- |
| 28 de marzo     | Los Angeles Memorial Coliseum Los Ángeles, Estados Unidos     | México    | 0 : 1    | Amistoso                 | - - - -                                                                             |
| 31 de marzo     | MetLife Stadium East Rutherford, Nueva Jersey, Estados Unidos | Argentina | 1 : 2    | Amistoso                 | Miler Bolaños 24'                                                                   |
| 3 de junio      | Estadio Rommel Fernández Ciudad de Panamá, Panamá             | Panamá    | 1 : 1    | Amistoso                 | Fidel Martínez 50'                                                                  |
| 6 de junio      | Estadio Banco del Pacífico Guayaquil, Ecuador                 | Panamá    | 4 : 0    | Amistoso                 | Miler Bolaños 27' · Enner Valencia 32' · Fidel Martínez 41' · Jefferson Montero 53' |
| 11 de junio     | Estadio Nacional Santiago de Chile, Chile                     | Chile     | 0 : 2    | Copa América 2015        | - - - -                                                                             |
| 15 de junio     | Estadio Elías Figueroa Brander Valparaíso, Chile              | Bolivia   | 2 : 3    | Copa América 2015        | Enner Valencia 48' · Miler Bolaños 81'                                              |
| 19 de junio     | Estadio El Teniente Rancagua, Chile                           | México    | 2 : 1    | Copa América 2015        | Miler Bolaños 26' · Enner Valencia 56'                                              |
| 8 de septiembre | Estadio Olímpico Atahualpa Quito, Ecuador                     | Honduras  | 2 : 0    | Amistoso                 | José Velásquez 13' (a.g.) · Miler Bolaños 35'                                       |
| 8 de octubre    | Estadio Monumental Buenos Aires, Argentina                    | Argentina | 2 : 0    | Eliminatorias Rusia 2018 | Frickson Erazo 80' · Felipe Caicedo 81'                                             |
| 13 de octubre   | Estadio Olímpico Atahualpa Quito, Ecuador                     | Bolivia   | 2 : 0    | Eliminatorias Rusia 2018 | Miler Bolaños 80' · Felipe Caicedo 90+4' (pen.)                                     |
| 12 de noviembre | Estadio Olímpico Atahualpa Quito, Ecuador                     | Uruguay   | 2 : 1    | Eliminatorias Rusia 2018 | Felipe Caicedo 23' · Fidel Martínez 59'                                             |
| 17 de noviembre | Estadio Cachamay Puerto Ordaz , Venezuela                     | Venezuela | 3 : 1    | Eliminatorias Rusia 2018 | Fidel Martínez 15' · Jefferson Montero 23' · Felipe Caicedo 60'                     |

### Juveniles

#### Sub-20

##### Campeonato Sudamericano Sub-20 de 2015
| Equipo                    | Fase final             | PTS | PJ | PG | PE | PP | GF | GC | DG |
| ------------------------- | ---------------------- | --- | -- | -- | -- | -- | -- | -- | -- |
| Selección nacional Sub-20 | Primera Fase (Grupo A) | 6   | 4  | 2  | 0  | 2  | 9  | 8  | +1 |

#### Sub-17

##### Campeonato Sudamericano Sub-17 de 2015
| Equipo                    | Fase final                 | PTS | PJ | PG | PE | PP | GF | GC | DG |
| ------------------------- | -------------------------- | --- | -- | -- | -- | -- | -- | -- | -- |
| Selección nacional Sub-17 | Hexagonal Final (3° lugar) | 17  | 9  | 5  | 2  | 2  | 16 | 8  | +8 |

##### Copa Mundial Sub-17 de 2015
| Equipo                    | Fase final       | PTS | PJ | PG | PE | PP | GF | GC | DG |
| ------------------------- | ---------------- | --- | -- | -- | -- | -- | -- | -- | -- |
| Selección nacional Sub-17 | Cuartos de final | 9   | 5  | 3  | 0  | 2  | 10 | 6  | +4 |

###### Grupo D
| Equipo   | Pts. | PJ | PG | PE | PP | GF | GC | Dif. |
| -------- | ---- | -- | -- | -- | -- | -- | -- | ---- |
| Malí     | 7    | 3  | 2  | 1  | 0  | 5  | 1  | 4    |
| Ecuador  | 6    | 3  | 2  | 0  | 1  | 6  | 3  | 3    |
| Bélgica  | 4    | 3  | 1  | 1  | 1  | 2  | 3  | -1   |
| Honduras | 0    | 3  | 0  | 0  | 3  | 2  | 8  | -6   |

| 18 de octubre de 2015, 19:00 (UTC-3) | Honduras  | 1:3 (0:2) | Ecuador                                         | Estadio Fiscal de Talca, Talca                           |                                                          |
|                                      | Grant 83' | Reporte   | Guerrero 7' · Estupiñán 19' (pen.) · Cortéz 76' | Asistencia: 3509 espectadores Árbitro(s): Michael Oliver | Asistencia: 3509 espectadores Árbitro(s): Michael Oliver |

| 21 de octubre de 2015, 20:00 (UTC-3) | Ecuador              | 1:2 (0:1) | Malí                  | Estadio Fiscal de Talca, Talca                                 |                                                                |
|                                      | Estupiñán 70' (pen.) | Reporte   | Traoré 9' · Malle 61' | Asistencia: 4721 espectadores Árbitro(s): Martin Strömbergsson | Asistencia: 4721 espectadores Árbitro(s): Martin Strömbergsson |

| 24 de octubre de 2015, 16:00 (UTC-3) | Ecuador                   | 2:0 (1:0) | Bélgica | Estadio Fiscal de Talca, Talca                                  |                                                                 |
|                                      | Corozo 40' · Guerrero 73' | Reporte   |         | Asistencia: 6229 espectadores Árbitro(s): Abdulrahman Al Jassim | Asistencia: 6229 espectadores Árbitro(s): Abdulrahman Al Jassim |

Octavos de final
| 29 de octubre de 2015, 20:00 (UTC-3) | Rusia      | 1:4 (1:2) | Ecuador                                    | Estadio Ester Roa Rebolledo, Concepción                            |                                                                    |
|                                      | Chalov 16' | Reporte   | Pereira 3' 65' · Corozo 17' · Nazareno 78' | Asistencia: 10 705 espectadores Árbitro(s): Abdulla Hassan Mohamed | Asistencia: 10 705 espectadores Árbitro(s): Abdulla Hassan Mohamed |

Cuartos de final
| 2 de noviembre de 2015, 17:00 (UTC-3) | Ecuador | 0:2 (0:1) | México                           | Estadio Francisco Sánchez Rumoroso, Coquimbo           |                                                        |
|                                       |         | Reporte   | Zamudio 41' · Salazar 55' (pen.) | Asistencia: 3127 espectadores Árbitro(s): Ruddy Buquet | Asistencia: 3127 espectadores Árbitro(s): Ruddy Buquet |

#### Sub-15

##### Campeonato Sudamericano Sub-15 de 2015
| Equipo                    | Fase final              | PTS | PJ | PG | PE | PP | GF | GC | DG |
| ------------------------- | ----------------------- | --- | -- | -- | -- | -- | -- | -- | -- |
| Selección nacional Sub-15 | Segunda fase (4° lugar) | 7   | 6  | 2  | 1  | 3  | 10 | 14 | -4 |

### Fútbol Playa

#### Copa América de Fútbol Playa
| Equipo                    | Fase final              | PTS | PJ | PG | PG+ | PP | GF | GC | DG  |
| ------------------------- | ----------------------- | --- | -- | -- | --- | -- | -- | -- | --- |
| Selección de fútbol playa | Segunda Fase (4° Lugar) | 9   | 6  | 3  | 0   | 3  | 21 | 36 | -15 |

### Fútbol Sala

#### Copa América de Fútbol Sala
| Equipo                   | Fase final               | PTS | PJ | PG | PE | PP | GF | GC | DG  |
| ------------------------ | ------------------------ | --- | -- | -- | -- | -- | -- | -- | --- |
| Selección de fútbol sala | Fase de Grupos (Grupo A) | 2   | 4  | 0  | 2  | 2  | 5  | 15 | -10 |

## Selección nacional femenina

### Mayores

#### Copa Mundial Femenina 2015
| Equipo                      | Fase final               | PTS | PJ | PG | PE | PP | GF | GC | DG  |
| --------------------------- | ------------------------ | --- | -- | -- | -- | -- | -- | -- | --- |
| Selección nacional femenina | Fase de grupos (Grupo C) | 0   | 3  | 0  | 0  | 3  | 1  | 17 | -16 |

| Equipo  | Pts | PJ | PG | PE | PP | GF | GC | Dif |
| ------- | --- | -- | -- | -- | -- | -- | -- | --- |
| Japón   | 9   | 3  | 3  | 0  | 0  | 4  | 1  | 3   |
| Camerún | 6   | 3  | 2  | 0  | 1  | 9  | 3  | 6   |
| Suiza   | 3   | 3  | 1  | 0  | 2  | 11 | 4  | 7   |
| Ecuador | 0   | 3  | 0  | 0  | 3  | 1  | 17 | -16 |

| 8 de junio de 2015, 16:00 | Camerún                                                                                   | 6:0 (3:0) | Ecuador | Estadio BC Place, Vancouver                                 |                                                             |
| | Ngono Mani 34' · Enganamouit 36' 73' 90+4' (pen.) · Manie 44' (pen.) · Onguene 79' (pen.) | Reporte   |         | Asistencia: 25 942 espectadores Árbitro(s): Katalin Kulcsár | Asistencia: 25 942 espectadores Árbitro(s): Katalin Kulcsár |
| Madeleine Ngono Mani convierte el primer gol de Camerún en un mundial y la primera victoria de Camerún en un mundial femenino. |                                                                                           |           |         |                                                             |                                                             |

| 12 de junio de 2015, 16:00 | Suiza | 10:1 (2:0) | Ecuador          | Estadio BC Place, Vancouver |                       |
| | Ponce 24' (a.g.) 71' (a.g.) · Aigbogun 45+2' · Humm 47' 49' 52' · Bachmann 60' (pen.) 61' 81' · Moser 76' | Reporte    | Ponce 64' (pen.) | Árbitro(s): Rita Gani       | Árbitro(s): Rita Gani |
| Angie Ponce anota los dos primeros autogoles de Canadá 2015 y el primer gol de Ecuador en una Copa Mundial Femenina de la FIFA. Fabienne Humm marca la tripleta más rápida en una Copa Mundial Femenina de la FIFA. | |            |                  |                             |                       |

| 16 de junio de 2015, 16:00 | Ecuador | 0:1 (0:1) | Japón    | Estadio de Winnipeg, Winnipeg |                            |
|                            |         | Reporte   | Ogimi 5' | Árbitro(s): Melissa Borjas    | Árbitro(s): Melissa Borjas |

#### Juegos Panamericanos 2015
| Equipo                      | Fase final               | PTS | PJ | PG | PE | PP | GF | GC | DG |
| --------------------------- | ------------------------ | --- | -- | -- | -- | -- | -- | -- | -- |
| Selección nacional femenina | Fase de Grupos (Grupo B) | 3   | 3  | 1  | 0  | 2  | 5  | 12 | -7 |

| Equipo     | Pts | PJ | PG | PE | PP | GF | GC | DIF |
| ---------- | --- | -- | -- | -- | -- | -- | -- | --- |
| Brasil     | 9   | 3  | 3  | 0  | 0  | 12 | 1  | 11  |
| Canadá     | 3   | 3  | 1  | 0  | 2  | 5  | 6  | -1  |
| Costa Rica | 3   | 3  | 1  | 0  | 2  | 2  | 5  | -3  |
| Ecuador    | 3   | 3  | 1  | 0  | 2  | 5  | 12 | -7  |

| 11 de julio de 2015, 21:00 | Canadá                                             | 5:2 (3:1) | Ecuador         | Estadio de Fútbol Panamericano de Hamilton CIBC, Toronto |                              |
|                            | Beckie 12' 77' · Zadorski 44' 48' · Fletcher 79' · | Reporte   | Moreira 29' 90' | Árbitro(s): Alondra Arellano                             | Árbitro(s): Alondra Arellano |

| 15 de julio de 2015, 17:30 | Brasil                                                    | 7:1 (2:1) | Ecuador     | Estadio de Fútbol Panamericano de Hamilton CIBC, Toronto |                                |
|                            | Hickmann 17' · Rozeira 44' 55' 67' 70' 78' · Dorneles 84' | Reporte   | Pesantes 5' | Árbitro(s): Gillian Martindale                           | Árbitro(s): Gillian Martindale |

| 19 de julio de 2015, 17:30 | Costa Rica | 0:2 (0:1) | Ecuador        | Estadio de Fútbol Panamericano de Hamilton CIBC, Toronto |                              |
|                            |            | Reporte   | Real 10' 90+1' | Árbitro(s): Cardella Samuels                             | Árbitro(s): Cardella Samuels |

### Juveniles

#### Sub-20

##### Campeonato Sudamericano Femenino Sub-20 de 2015
| Equipo                             | Fase final             | PTS | PJ | PG | PE | PP | GF | GC | DG |
| ---------------------------------- | ---------------------- | --- | -- | -- | -- | -- | -- | -- | -- |
| Selección nacional femenina sub-20 | Primera fase (Grupo B) | 7   | 4  | 2  | 1  | 1  | 8  | 4  | +4 |